# Gare d'Esneux
La gare d'Esneux est une gare ferroviaire belge de la ligne 43, de Liège (Angleur) à Marloie, située sur le territoire de la commune d'Esneux, en Région wallonne dans la province de Liège.
Elle est mise en service en 1866 par la Grande compagnie du Luxembourg. C'est une halte voyageurs de la Société nationale des chemins de fer belges (SNCB) desservie par des trains omnibus (L) et d’heure de pointe (P).

## Situation ferroviaire
Établie à 95 mètres d'altitude, la gare d'Esneux est située au point kilométrique (PK) 12,60 de la ligne 43, de Liège (Angleur) à Marloie, entre les gares ouvertes de Hony et de Poulseur.

## Histoire
La station d'Esneux, est mise en service le 1er août 1866 par la Grande compagnie du Luxembourg lorsqu'elle ouvre à l'exploitation la section de Melreux à Liège-Guillemins qui permet l'ouverture dans la totalité de la ligne de l'Ourthe.
La Grande Compagnie du Luxembourg est nationalisée par la loi du 15 mars 1873 prenant effet au mois de janvier suivant.
En 1890, la mise en service de la ligne de l'Amblève, de Rivage à Trois-Ponts, fait augmenter le trafic passant par Esneux.
La ligne 43 est électrifiée en 1993, suivie par la ligne 42 en 1999-2000. Esneux est depuis intégralement desservie par des trains à traction électrique.
En 2001, l'ancien bâtiment voyageurs (qui n'a plus d'utilité ferroviaire) et la marquise côté quais sont complètement rénovés, la salle des guichets, des pas perdus et l'ancien guichet de presse ayant quant à eux été rénovés par un locataire de la zone commerciale occupant le bâtiment.
En 2024, le bâtiment de la gare est vendu à Infrabel dans l'objectif de retirer le passage à niveau de la rue Grandfosse.

## Service des voyageurs

### Accueil
Halte SNCB, c'est un point d'arrêt non géré (PANG) à accès libre doté de deux quais et abris.

### Dessertes
Esneux est desservie par des trains InterCity (IC), Omnibus (L) et d'Heure de pointe (P) de la SNCB.
En semaine, on retrouve deux dessertes cadencées à l'heure : des trains IC-33 entre Liège-Guillemins et Luxembourg et des trains L entre Liers et Marloie ou Rochefort-Jemelle, renforcés par :
- une paire de trains P entre Liège-Saint-Lambert et Rochefort-Jemelle ;
- un train P entre Liège-Saint-Lambert et Marloie (le matin) ;
- un train P entre Liège-Saint-Lambert et Bomal (les mercredis, vers midi) ;
- deux trains P entre Gouvy et Liège-Guillemins le matin, et un dans le sens inverse l’après-midi.

Les week-ends et jours fériés, la desserte se résume aux IC-33 Liers - Luxembourg et aux trains L Liers - Marloie, qui circulent toutes les deux heures.
En été, un unique train touristique (ICT) circulant, le matin, entre Liers et Rochefort-Jemelle se rajoute aux trains L de cette relation durant les week-ends.

### Intermodalité
Un parking pour les véhicules y est aménagé. Elle est desservie par des bus TEC.

## Comptage voyageurs
Ce graphique et tableau montre le nombre de voyageurs embarquant en moyenne durant la semaine, le samedi et le dimanche.
| Nombre de passagers qui embarquent à la gare d'Esneux | Nombre de passagers qui embarquent à la gare d'Esneux | Nombre de passagers qui embarquent à la gare d'Esneux | Nombre de passagers qui embarquent à la gare d'Esneux |
|                                                       | Semaine                                               | Samedi                                                | Dimanche                                              |
| ----------------------------------------------------- | ----------------------------------------------------- | ----------------------------------------------------- | ----------------------------------------------------- |
| 1977                                                  | 215                                                   | 99                                                    | 65                                                    |
| 1978                                                  | 315                                                   | 78                                                    | 49                                                    |
| 1979                                                  | 294                                                   | 102                                                   | 50                                                    |
| 1980                                                  | 303                                                   | 90                                                    | 50                                                    |
| 1981                                                  | 263                                                   | 69                                                    | 132                                                   |
| 1982                                                  | 262                                                   | 103                                                   | 33                                                    |
| 1983                                                  | 278                                                   | 84                                                    | 55                                                    |
| 1984                                                  | 228                                                   | 60                                                    | 39                                                    |
| 1985                                                  | 226                                                   | 62                                                    | 78                                                    |
| 1986                                                  | 213                                                   | 44                                                    | 83                                                    |
| 1987                                                  | 230                                                   | 81                                                    | 92                                                    |
| 1988                                                  | 200                                                   | 86                                                    | 63                                                    |
| 1989                                                  | 180                                                   | 54                                                    | 112                                                   |
| 1990                                                  | 171                                                   | 32                                                    | 41                                                    |
| 1991                                                  | 202                                                   | 67                                                    | 60                                                    |
| 1992                                                  | 185                                                   | 71                                                    | 67                                                    |
| 1993                                                  | 165                                                   | 55                                                    | 71                                                    |
| 1994                                                  | 158                                                   | 72                                                    | 77                                                    |
| 1995                                                  | 134                                                   | 42                                                    | 48                                                    |
| 1996                                                  | 135                                                   | 38                                                    | 44                                                    |
| 1997                                                  | 123                                                   | 42                                                    | 56                                                    |
| 1998                                                  | 144                                                   | 48                                                    | 48                                                    |
| 1999                                                  | 105                                                   | 72                                                    | 43                                                    |
| 2000                                                  | 195                                                   | 100                                                   | 40                                                    |
| 2001                                                  | 96                                                    | 32                                                    | 34                                                    |
| 2002                                                  | 124                                                   | 58                                                    | 68                                                    |
| 2003                                                  | 112                                                   | 34                                                    | 36                                                    |
| 2004                                                  | 114                                                   | 92                                                    | 52                                                    |
| 2005                                                  | 127                                                   | 46                                                    | 41                                                    |
| 2006                                                  | 173                                                   | 60                                                    | 50                                                    |
| 2007                                                  | 140                                                   | 59                                                    | 46                                                    |
| 2008                                                  | -                                                     | -                                                     | -                                                     |
| 2009                                                  | 163                                                   | 77                                                    | 66                                                    |
| 2010                                                  | -                                                     | -                                                     | -                                                     |
| 2011                                                  | -                                                     | -                                                     | -                                                     |
| 2012                                                  | 193                                                   | 65                                                    | 61                                                    |
| 2013                                                  | 226                                                   | 48                                                    | 57                                                    |
| 2014                                                  | 203                                                   | 73                                                    | 59                                                    |
| 2015                                                  | 173                                                   | 37                                                    | 49                                                    |
| 2016                                                  | 163                                                   | 45                                                    | 46                                                    |
| 2017                                                  | 160                                                   | 43                                                    | 47                                                    |
| 2018                                                  | 158                                                   | 86                                                    | 64                                                    |
| 2019                                                  | 176                                                   | 60                                                    | 78                                                    |
| 2020                                                  | 128                                                   | 31                                                    | 36                                                    |
| 2021                                                  | -                                                     | -                                                     | -                                                     |
| 2022                                                  | 436                                                   | 151                                                   | 189                                                   |
| 2023                                                  | 463                                                   | 140                                                   | 181                                                   |
| 2024                                                  | 521                                                   | 241                                                   | 238                                                   |

## Patrimoine ferroviaire

### Le bâtiment de la gare
Pour la construction de ses gares, la Grande Compagnie du Luxembourg réalisa plusieurs modèles standards et choisit pour un grand nombre de ses gares, un modèle de bâtiment rectangulaire de deux niveaux sous bâtière comportant trois travées. Chaque façade était symétrique. Au centre, on retrouve un oculus sous une corniche en mitre. Les façades sont en brique apparente avec un cordon de pierre bleue au rez-de-chaussée joignant la naissance des arcs qui surplombent chaque ouverture (les arcs sont en plein cintre au rez-de-chaussée et bombés à l’étage). On retrouvait également deux cordons de briques, l'un marquant la séparation entre les deux étages et l'autre reliant le larmier des fenêtres à l'étage. Ces gares seront par la suite portées à cinq travées (pour une longueur totale d'une vingtaine de mètres) avec une avancée au niveau des trois travées centrales côté rue.
De telles gares furent construites à Tilff, Rhisnes, Esneux, Saint-Denis-Bovesse, Barvaux, Bomal, Chastre, et Mont-Saint-Guibert. Seules les quatre premières existent toujours à l’heure actuelle.

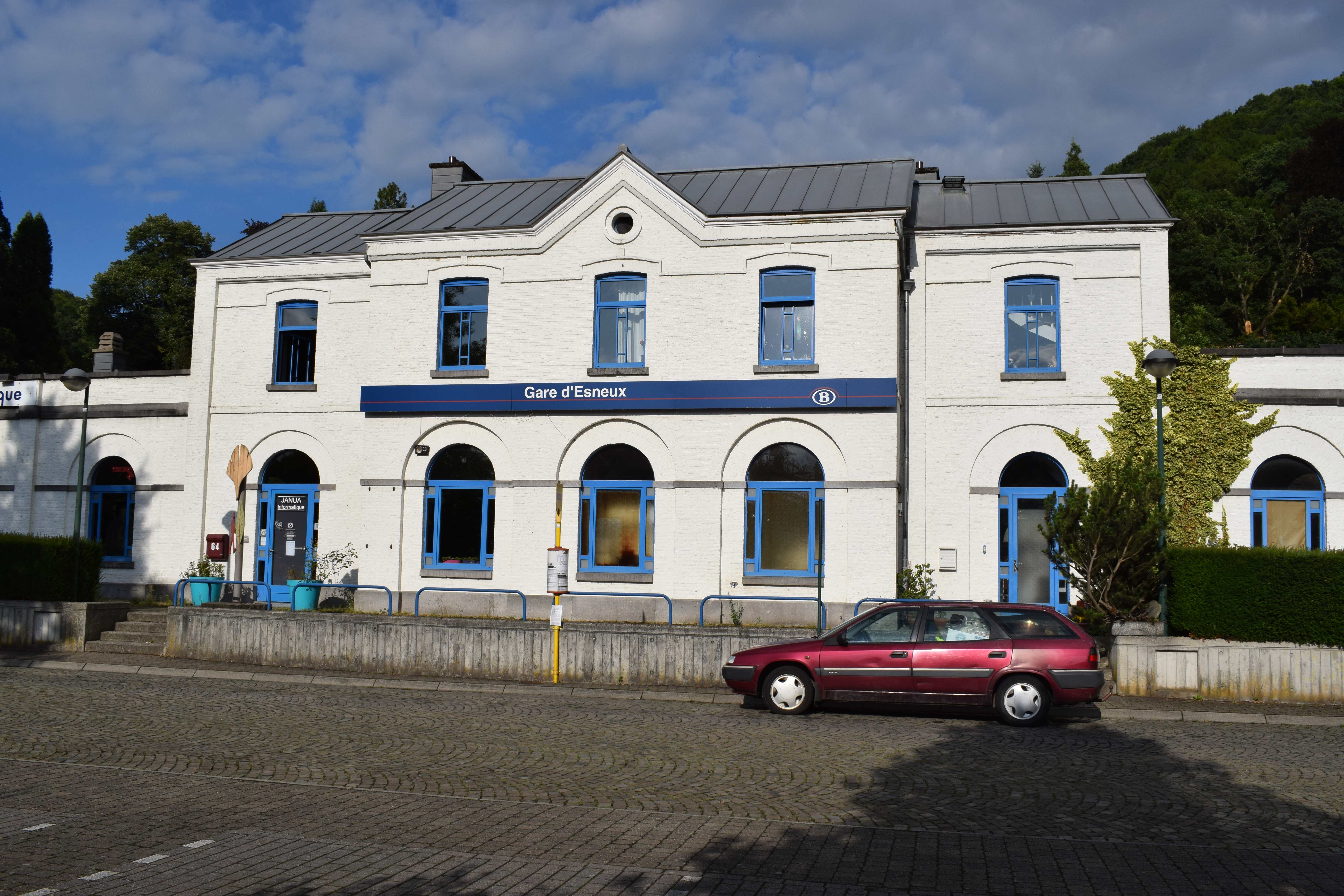
Partie centrale de la gare construite en 1866.
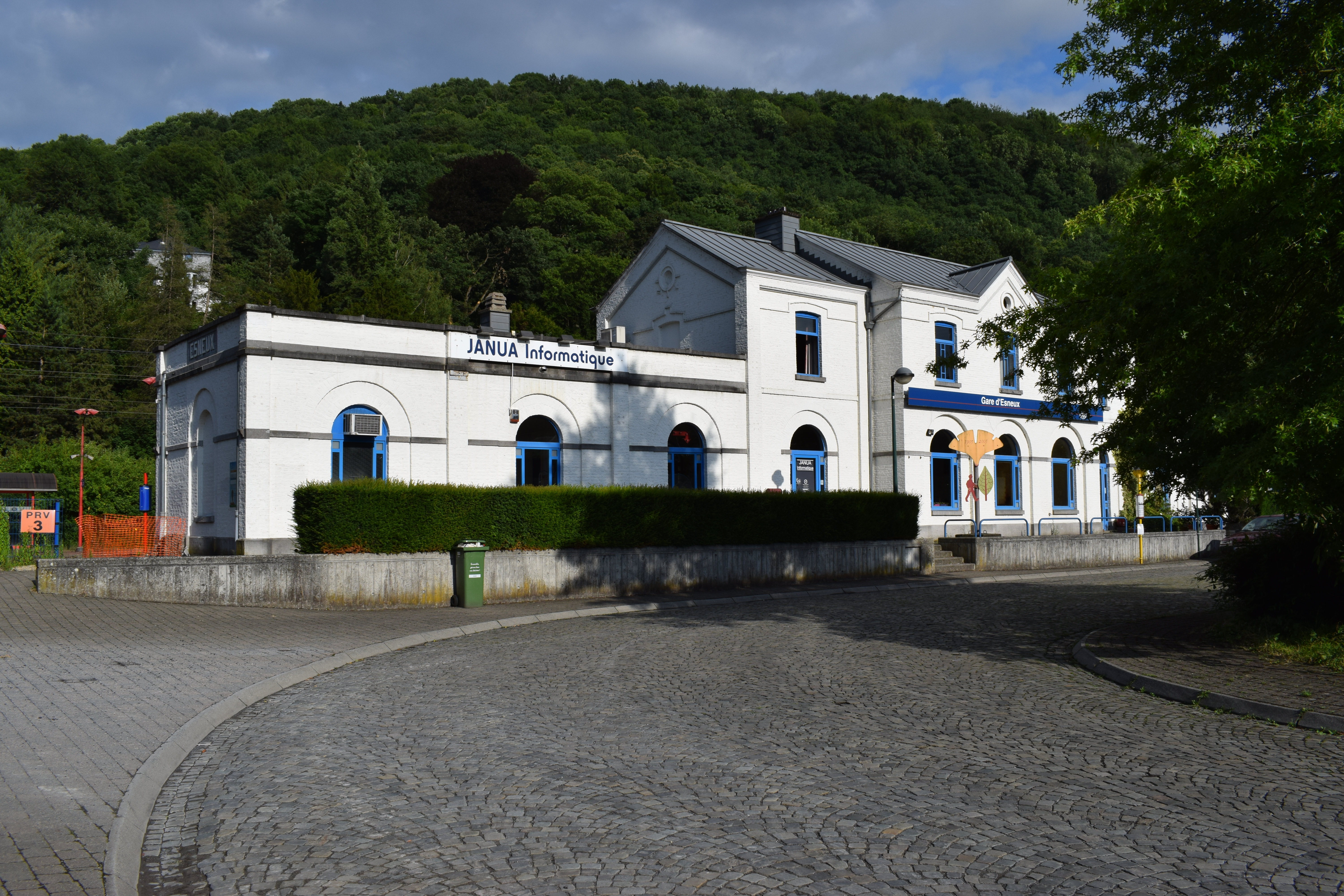
L'aile à trois travées.

Par la suite, d'importants ajouts furent réalisés pour tenir compte de l'augmentation du nombre des voyageurs mais, contrairement à beaucoup de gares de la Grande Compagnie du Luxembourg, que les Chemins de fer de l’État Belge décidèrent de remplacer, la gare d'Esneux fut conservée et agrandie, le résultat a plus que doublé la longueur du bâtiment d'origine.
La transformation, réalisée à une date inconnue, a consisté à aménager, de part et d'autre du corps central, deux ailes à un étage ailes de quatre travées d'un côté et de deux puis trois travées de l'autre. Ces ailes étaient à toit plat et munies d'un parapet. Une marquise recouvrait autrefois les quais sur toute la longueur du bâtiment, elle existe encore, uniquement autour des cinq travées centrales.

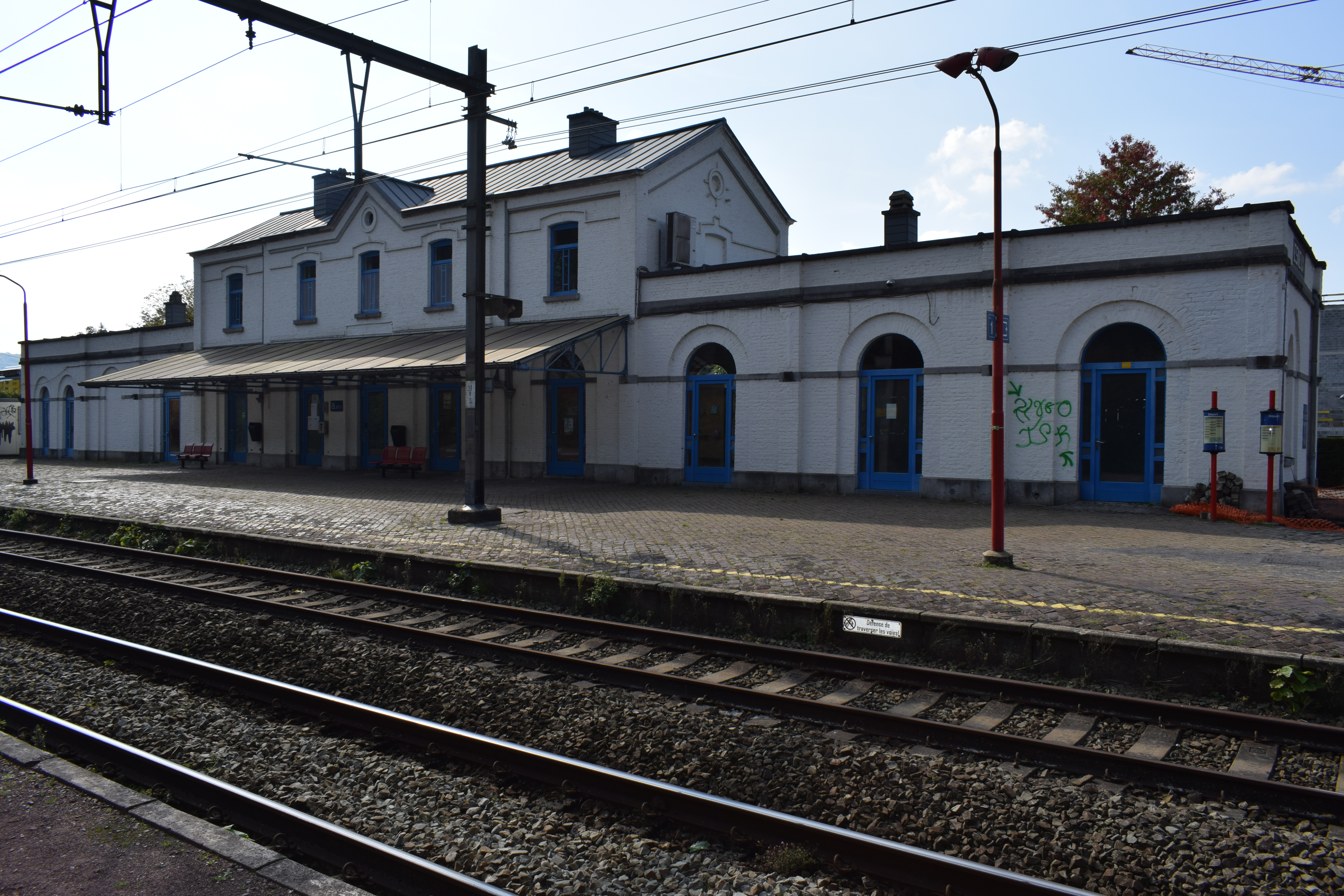
Vue du quai avec la marquise restaurée.
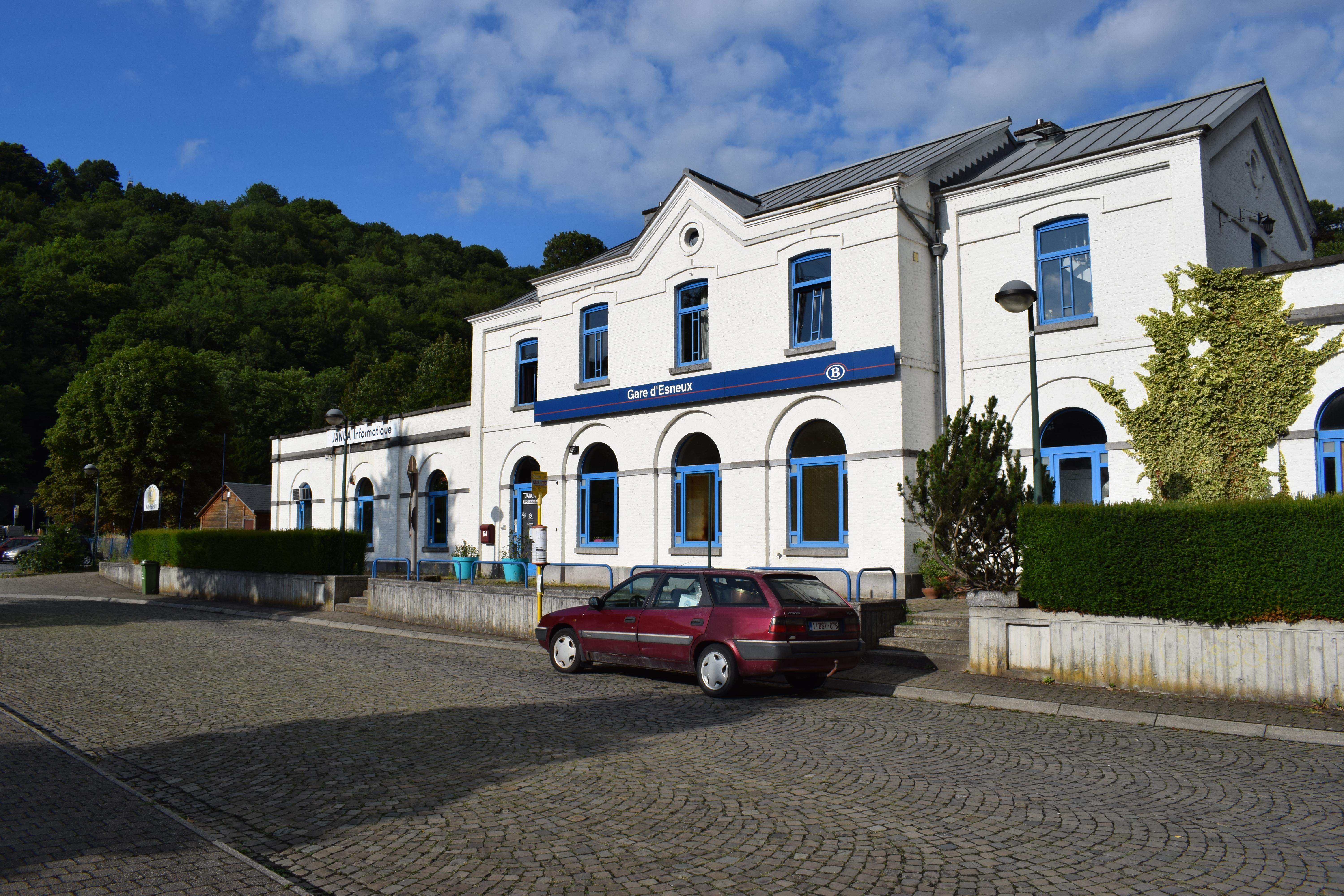
Vue générale. L'aile à quatre travées se trouve vers la droite.
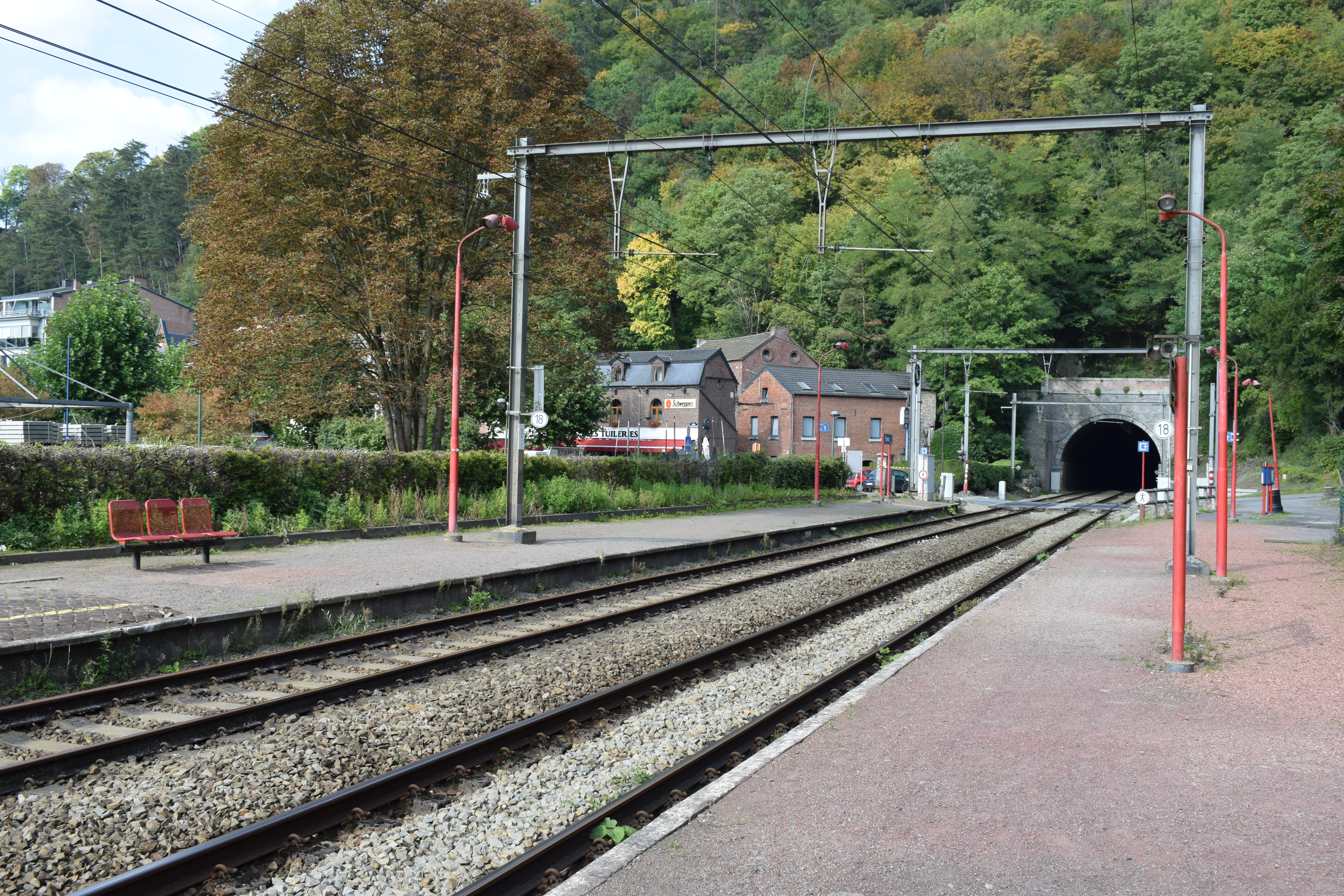
Les quais et, en arrière-plan, le tunnel.

Contrairement à certaines gares agrandies sans tenir compte de l'esthétique d'origine, les architectes réalisèrent ici une structure harmonieuse et quasi symétrique avec des portes et fenêtres à arc en plein cintre identiques à celle de la gare d'origine.
Cette gare survécut aux guerres et à la vague de démolition et existe encore aujourd'hui en bon état.
En mai 2021, la SNCB annonce que le bâtiment de la gare d'Esneux va être mis en vente à partir de 140 000 euros tout comme la gare de Tilff qui le sera également d'ici 2023. La commune d'Esneux, via sa bourgmestre Laura Iker, annonce qu'elle est intéressée pour un éventuel rachat afin de conserver ce patrimoine architectural repris à l'inventaire du patrimoine immobilier culturel et de permettre une reconversion commerciale ou sociale.